# Kirrawee (Nouvelle-Galles du Sud)
Kirrawee est une banlieue du sud de Sydney, dans l'État de Nouvelle-Galles du Sud, en Australie. Kirrawee est situé à 25 kilomètres au sud du quartier central des affaires de Sydney dans le comté de Sutherland. Kirrawee se trouve entre Sutherland, à l'ouest, et Gymea et Grays Point, à l'est. La frontière sud de Kirrawee est formée par le Parc national Royal, tandis que Kareela et Jannali forment la frontière nord.
Kirrawee est réparti entre les zones commerciales et résidentielles. Environ 50 % de la zone au nord de la ligne de train est occupée par des propriétés commerciales et industrielles, tandis que la quasi-totalité de la zone au sud de la ligne de train est résidentielle. South Kirrawee, qui s'étend de la ligne de train au nord au parc national royal dans le sud, a de nombreuses maisons sur des routes tranquilles avec de belles perspectives de brousse. North Kirrawee est principalement une zone commerciale/industrielle contenant des petites et moyennes usines abritant des entreprises locales. Il abrite également un certain nombre de stations-service, concessionnaires automobiles et un point de restauration rapide. Cependant, les sections les plus au nord et à l'ouest de cette partie de Kirrawee sont résidentielles, avec certaines parties aussi avec des perspectives de brousse.

## Sources
- (en) Cet article est partiellement ou en totalité issu de l’article de Wikipédia en anglais intitulé « Kirrawee, New South Wales » (voir la liste des auteurs).